# Rjadom s nami
Rjadom s nami (russisk: Рядом с нами) er en sovjetisk spillefilm fra 1957 af Adolf Bergunker.

## Medvirkende
- Leonid Bykov som Nikolaj
- Innokentij Smoktunovskij som Andrej
- Klara Lutjko som Antonina
- Georgij Jumatov som Jasja Mulovidov
- Nikolaj Rybnikov som Tjumov